# Aloe boiteaui
Aloe boiteaui es una especie de plantas del género Aloe cuyo hábitat natural son zonas de  Norteamérica.

## Características
Es una planta pequeña de áloe que alcanza los 15-30 cm de altura.  Las hojas como todos los aloes se agrupan en densas rosetas, son de color grisáceo con márgenes dentados. Las inflorescencias son simples. Los racimos son cilíndricos con sus flores tubulares.

## Taxonomía
Aloe boiteaui fue descrita por Guillaumin y publicado en Bulletin du Muséum d'Histoire Naturelle, sér. 2 14: 349, en el año 1942.
Etimología
Ver: Aloe
boiteaui: epíteto otorgado en honor del botánico francés Pierre L. Boiteau (1911–1980), Curador en el Jardín Botánico de Antananarivo.
Sinonimia
- Lemeea boiteaui (Guillaumin) P.V.Heath[4]